# Гарисса
Гарисса (англ. Garissa) — город на востоке Кении, столица бывшей Северо-Восточной провинции. Является административным центром одноимённого округа. Население — 110 383 чел. (по переписи 2009 года).
Гарисса является центром местной католической епархии.

## География

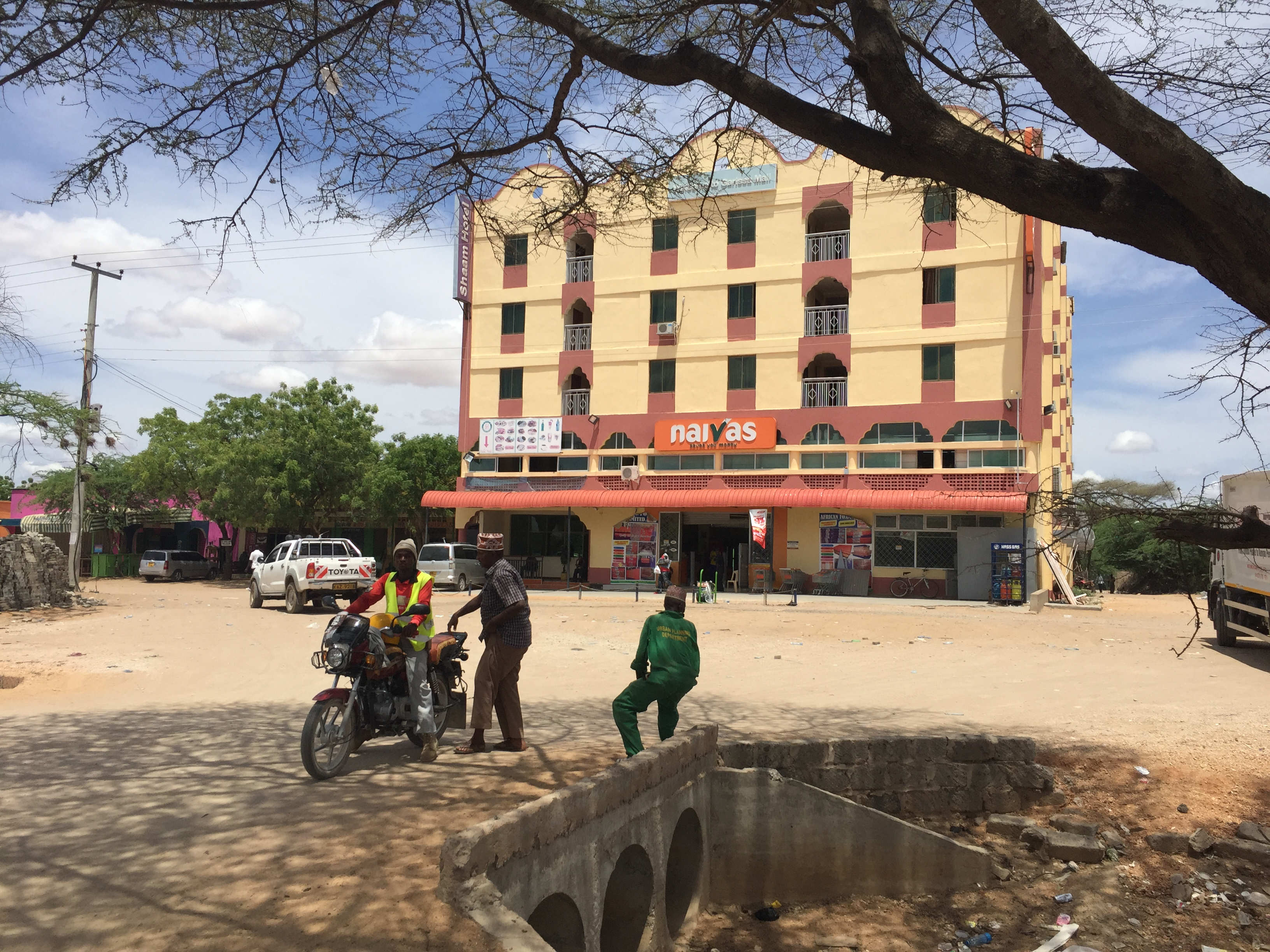
Гарисса, 10 марта 2016

Город расположен на востоке страны, в 350 км от столицы страны, Найроби, в засушливой саванне. Через город протекает река Тана.

## Климат
| Показатель                    | Янв. | Фев. | Март | Апр. | Май  | Июнь | Июль | Авг. | Сен. | Окт. | Нояб. | Дек. | Год   |
| ----------------------------- | ---- | ---- | ---- | ---- | ---- | ---- | ---- | ---- | ---- | ---- | ----- | ---- | ----- |
| Средний суточный максимум, °C | 36,7 | 37,8 | 38,3 | 37,0 | 35,8 | 34,1 | 33,6 | 33,8 | 35,1 | 36,3 | 36,2  | 35,4 | 35,8  |
| Средняя температура, °C       | 29,7 | 30,6 | 31,4 | 30,7 | 29,6 | 27,9 | 27,4 | 27,6 | 28,4 | 29,7 | 29,9  | 29,2 | 29,3  |
| Средний суточный минимум, °C  | 22,6 | 23,3 | 24,4 | 24,5 | 23,3 | 21,8 | 21,2 | 21,3 | 21,7 | 23,1 | 23,6  | 23,0 | 22,8  |
| Норма осадков, мм             | 23,3 | 31,2 | 12,2 | 11,4 | 13,0 | 12,1 | 10,1 | 8,3  | 10,2 | 14,0 | 12,9  | 17,6 | 176,3 |
| Источник:                     |      |      |      |      |      |      |      |      |      |      |       |      |       |

## Население и экономика
Большинство населения Гариссы составляют этнические сомалийцы, принадлежащие в основном к клану Дарод.
Общая численность населения по переписи 1999 года составляла 50 955 человек, по переписи 2009 года возросла до 110 383 жителей.
Большинство рабочих занято на производстве пищевой продукции и табака, а также пластмассовой тары.
В городе есть аэропорт.

## Образование
В Гариссе есть университетский колледж.